# Paracis solorensis
Paracis solorensis is een zachte koraalsoort uit de familie Plexauridae. De koraalsoort komt uit het geslacht Paracis. Paracis solorensis werd in 1910 voor het eerst wetenschappelijk beschreven door Nutting. 